# Гвидон Равеннский
Гвидо́н Раве́ннский, или Гвидо Пизанский (тж. Гвидон, Гвидон из Равенны; лат. Guido Ravennas) — итальянский географ и историк раннего Средневековья. Написал «Географию» (лат. «Geographica») — географическую энциклопедию в традиции «Географии» Страбона (I в.), «Географии» Клавдия Птолемея (II в.), «Итинерария Антонина» (предп. III в.) и «Космографии» Анонима из Равенны (VII в.). «География» — компилятивная работа, часть которой представляется списком с одной из рукописей «Космографии». Из «Космографии» Гвидон также заимствовал описание Италии, границ Азии, Африки и Европы. При описании городов Италии, Гвидон цитирует данные Г. Юлия Игина, испанского исследователя I в.
О времени жизни Гвидона и соответственно даты написания «Географии» информации почти нет. Некоторые источники утверждают, что Гвидон жил в VII в. и был современником Анонима из Равенны, некоторые — в XII в. и был современником известного архиепископа Равеннского Гвидона (ум. 9 июля 1169 г.), с которым его часто путают (при этом сама работа датируется 1119 г.). Самый ранний из сохранившихся списков рукописи «Географии» принадлежит Брюссельскому кодексу (Codex Bruxellensis, 3899—3918) и датируется XIII веком, что не вносит ясности в вопрос о действительном времени написания работы и жизни автора.

## Издания
- Ravennatis Anonymi Cosmographia et Guidonis Geographica. Ed. M. Pinder et G. Partney. Berlin, 1860.